# András Benkei

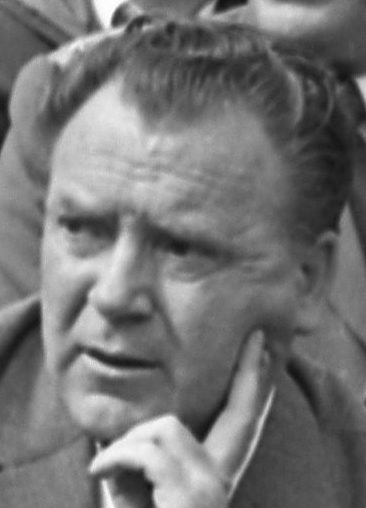
András Benkei (1972)

András Benkei (* 11. September 1923 in Nyíregyháza; † 13. August 1991 in Budapest) war ein ungarischer kommunistischer Politiker.
András Benkei wurde im Jahre 1923 als Sohn eines Tagelöhners geboren. Im August 1944 wurde er zum Wehrdienst einberufen und kam im Januar 1945 in sowjetische Kriegsgefangenschaft. 1950 trat er in die Partei der Ungarischen Werktätigen ein, deren Nachfolgerin die Ungarische Sozialistische Arbeiterpartei wurde.
Von 1959 bis 1985 war er Mitglied des Zentralkomitees der Partei.
Vom 3. Dezember 1963 bis zum 24. April 1980 hatte er das Amt des Innenministers inne.